# Ghostbusters: Afterlife
Ghostbusters: Afterlife er en amerikansk fantasy-komediefilm instrueret af Jason Reitman, som skrev manuskriptet sammen med Gil Kenan.  Hovedrollerne spilles af Mckenna Grace, Finn Wolfhard, Carrie Coon og Paul Rudd, sammen med Sigourney Weaver, Dan Aykroyd, Ernie Hudson og Annie Potts, der spiller deres roller fra de to første film. Det er en efterfølger til Ghostbusters (1984) og Ghostbusters II (1989), og er den fjerde film i Ghostbusters-serien. Filmen følger en familie, der flytter hjem til en lille by, hvor de begynder at lære mere om, hvem de er og byens hemmeligheder. Filmen har ingen forbindelse til Ghostbusters (2016).

## Medvirkende
- Finn Wolfhard – Trevor
- Carrie Coon – Callie
- Mckenna Grace – Phoebe
- Paul Rudd – Mr. Grooberson
- Sigourney Weaver – Dana Barrett
- Dan Aykroyd – Dr. Raymond Stantz
- Annie Potts – Janine Melnitz
- Ernie Hudson – Dr. Winston Zeddmore
- Bill Murray – Dr. Peter Venkman
- Bokeem Woodbine – Sheriff Domingo
- Oliver Cooper
- Geleste O'Connor
- Marlon Kazadi – Thickneck
- Sydney Mae Diaz – Swayne
- Logan Kim